# Ascominuta lignicola
Ascominuta lignicola är en svampart som beskrevs av Ranghoo & K.D. Hyde 2000. Ascominuta lignicola ingår i släktet Ascominuta, klassen Dothideomycetes, divisionen sporsäcksvampar och riket svampar.   Inga underarter finns listade i Catalogue of Life.